# 高橋汰地
高橋 汰地（たかはし たいち、1996年6月24日 - ）は、ジャパンラグビーリーグワントヨタヴェルブリッツに所属するラグビー選手。

## プロフィール
- 兵庫県出身[1]。
- 父親は、元神戸製鋼WTBの晃仁。
- ポジションはウィング(WTB)。
- 身長 180 cm、体重 91 kg
- 日本代表キャップは2。（2024年9月15日現在）

## 略歴
2015年、常翔学園高校卒業後、明治大学に入る。
2019年、明治大学卒業後、トヨタ自動車ヴェルブリッツ(現・トヨタヴェルブリッツ)に加入。
2020年1月12日にジャパンラグビートップリーグ第1節ヤマハ発動機ジュビロ戦に途中出場で公式戦初出場を果たす。
2021年、再結成されたサンウルブズのメンバーに選ばれた。
2022年7月2日に行われたリポビタンDチャレンジカップ2022フランス戦にて途中出場で日本代表初キャップを獲得した。